# Sarah Fillier
Sarah Fillier (9 de junho de 2000) é uma jogadora de hóquei no gelo canadense.
Com o Oakville Jr. Hornets da Provincial Women's Hockey League de Ontário, Fillier jogou por um time que foi consistentemente um dos melhores times da PWHL. Ela fez sua estreia pela equipe nacional de hóquei no gelo feminina do Canadá na Copa das Nações de 2018, onde a equipe ganhou uma medalha de prata. Em 11 de janeiro de 2022, Maltais foi convocada para a seleção do Canadá nos Jogos Olímpicos de Inverno de 2022, que conquistou a medalha de ouro.